# マンサナーレス (スペイン)
マンサナーレス（Manzanares）は、スペイン・カスティーリャ＝ラ・マンチャ州シウダー・レアル県に属するムニシピオ（基礎自治体）。

## 地理
ラ・マンチャ地方のカンポ・デ・カラトラバ地区（Campo de Calatrava）に位置する内陸部の都市である。グアディアーナ川支流のアスエール川の岸辺に形成され、アスエール川はこの付近で概ね東から西へと流れている。
首都マドリードからは南へ約170 kmに位置し、幹線道路のN-4号線で結ばれている。県都のシウダー・レアルからは東へ約50 km東に位置する。シウダー・レアルと鉄道路線で結ばれており、マンサナーレス駅で鉄道路線が分岐している。

### 人口
| マンサナーレス (スペイン)の人口推移 1900－2010          |
|                                                         |
| 出典:INE（スペイン国立統計局）1900年 - 1991年、1996年 - |

## 歴史
エル・エスコリアル修道院の図書室に保管されているフェリーペ2世の地形報告書（Relación Topográfica、1579年）の記述によると、マンサナーレスの創設は13世紀前半以前にさかのぼる。それによると、マンサナーレスは350年前に創設され、村内には村よりも古い城砦があると記されている。
城砦は1239年に、カラトラバ騎士団によって、サンティアゴ騎士団との間で定めた境界を保証するために建てられた。当時、重要な交通路であったアスエール川とクエンカとソリアの放牧道（Cañada Real）を防衛するための戦略的要衝の地であったからである。
村落としてのマンサナーレスは、城砦において指揮を執ったカラトラバ騎士団の団長（Comendador）による騎士団領（エンコミエンダ）として創設された。第5代騎士団長マルティン・マルティネスによって、この地は征服され、城砦が建設され、1299年には城の周囲に人々が居住し、村が設置された。1352年には騎士団長フアン・ヌーニェス・デ・プラードにより、住民自らによって5年もの歳月をかけて街の周囲に城壁がめぐらされた。
スペイン独立戦争期には、当時村「vila」に任命され、ラ・マンチャ地方の首都であったマンサナーレスは、幾度も占領状態におかれた。
また、19世紀のカノバス・デル・カスティージョ（Cánovas del Castillo）によって起草されたレオポルド・オドンネルのマンサナーレス宣言（Manifiesto de Manzanares）は、この地で行われた。
1990年代半ば、マンサナーレスからジャーノス・デル･カウディージョが分離した。

## 経済
マンサナーレスの主要な経済活動は工業である。また、周囲の自治体で収穫されたブドウや穀物類などの農産物や、周辺の自治体で製造されたチーズやワインなどの加工品の集散地としても機能している。

## 政治
自治体首長はカスティーリャ＝ラ・マンチャ国民党（Partido Popular de Castilla-La Mancha、PPCLM）のアントーニオ・ロペス・デ・ラ・マンサナーラ・ヌーニェス＝ナランコ（Antonio López de la Manzanara Núñez-Barranco）である。自治体評議員は、カスティーリャ＝ラ・マンチャ社会党（Partido Socialista de Castilla-La Mancha、PSCM-PSOE）：5、カスティーリャ＝ラ・マンチャ国民党：3、中道民主市民（Ciudadanos de Centro Democrático、中道リベラル政党、略称CCD）：1 （2011年5月22日の自治体選挙結果、得票順）であった。
| 1999年6月13日自治体選挙 |        |        |          |
| 政党                    | 得票数 | 得票率 | 獲得議席 |
| PSOE                    | 5,536  | 57.11% | 10       |
| PP                      | 3,335  | 34.41% | 6        |
| IU                      | 560    | 5.78%  | 1        |

| 2003年5月25日自治体選挙 |        |        |          |
| 政党                    | 得票数 | 得票率 | 獲得議席 |
| PSOE                    | 5,690  | 55.24% | 10       |
| PP                      | 3,893  | 37.79% | 7        |
| IU                      | 490    | 4.76%  | 0        |

| 2007年5月27日自治体選挙 |        |        |          |
| 政党                    | 得票数 | 得票率 | 獲得議席 |
| PSOE                    | 4,666  | 47.85% | 9        |
| PP                      | 4,020  | 41.22% | 7        |
| IU                      | 814    | 8.35%  | 1        |

| 2011年5月22日自治体選挙 |        |        |          |
| 政党                    | 得票数 | 得票率 | 獲得議席 |
| PP                      | 5,453  | 49.92% | 9        |
| PSOE                    | 3,905  | 35.75% | 7        |
| IU                      | 620    | 5.68%  | 1        |
| UPyD                    | 491    | 4.50%  | 0        |
| LIM                     | 201    | 1.84%  | 0        |

### 司法行政
マンサナーレスはマンサナーレス司法管轄区に属し、同管轄区の中心自治体である。

## 名所・史跡
- ピラス・ボナス城（Castillo de Pilas Bonas） - カラトラバ騎士団の城砦。
- ヌエストラ・セニョーラ・デ・アスンション教会（Iglesia de Nuestra Señora de la Asunción） - 14世紀末から15世紀初頭にかけて建築されたプラテレスコ様式（Plateresco）の教会。
- 製粉工場（Fábrica de Harinas）
- ケソ・マンチェゴ博物館 (Museo del Queso Manchego de Manzanares) - ケソ・マンチェゴ（スペインチーズの一種）の博物館。チーズだけでなく絵画のコレクションもある[10]。